# Mason (Schiff, 2003)
Die Mason ist ein Zerstörer der United States Navy. Sie gehört der Arleigh-Burke-Klasse an und trägt die Schiffskennung DDG-87.

## Geschichte

### Name
Mason wurde explizit in Ehren des Zerstörers Mason (DE-529) benannt, der im Zweiten Weltkrieg mit einer Besatzung aus überwiegend afroamerikanischen Seemännern fuhr. Vor jener zweiten Mason stand von 1920 bis 1940 ein erstes Schiff mit dem gleichen Namen, die Mason (DD-191), in Dienst.
Während der aktiven Dienstzeit seit dem Jahr 2003 ist dem Schiffsnamen das Präfix „U.S.S.“ als Abkürzung für United States Ship vorangestellt. Als Schiffskennung vergeben wurde das Kürzel DDG für den Schiffstyp Destroyer, Guided Missile in Verbindung mit der innerhalb dieses Schiffstyps eindeutigen Kennnummer 87.

### Bau
DDG-87 wurde Ende 1996 als Schiff der Variante Flight IIA der Arleigh-Burke-Klasse in Auftrag gegeben und Anfang 2000 bei Bath Iron Works auf Kiel gelegt. Nach eineinhalb Jahren im Trockendock lief das Schiff am 23. Juni 2001 vom Stapel und wurde getauft. Taufpatin war Olympia Snowe, die Senatorin des Staates Maine. Bis zum 12. April 2003 folgte erst die Endausrüstung, dann die Erprobungsfahrten der Werft, schließlich wurde die Mason offiziell in Dienst gestellt. Direkt im Anschluss führte der Zerstörer Übungen mit der spanischen Álvaro de Bazán durch, dem Typschiff der Álvaro-de-Bazán-Klasse.

### Einsätze
Die erste Verlegung führte die Mason 2005 mit der Harry S. Truman in den Persischen Golf. Im Oktober 2006 begann die zweite Verlegung mit der Dwight D. Eisenhower. Im August 2008 verlegte der Zerstörer als Geleit der Theodore Roosevelt in Richtung Mittelmeer. Nachdem somalische Piraten das gekaperte Frachtschiff Faina im Februar 2009 nach mehreren Monaten Besetzung freigegeben hatten, unterstützte die Mason die Besatzung medizinisch und mit Nahrung. Anfang 2011 verlegte der Zerstörer an der Seite der Enterprise in europäische Gewässer und weiter in den Indischen Ozean, wo die Gruppe zur Freihaltung der Seewege eingesetzt wurde. Nach den Unruhen in Libyen wurde die Mason im März 2011 mit der Providence aus der Enterprise-Kampfgruppe abgezogen und durch den Sueskanal zurück ins Mittelmeer geschickt.
Die Mason wurde am 9. Oktober 2016 im Roten Meer vor Jemen Ziel eines Raketenangriffes, bei dem zwei Raketen in Richtung des Schiffes gestartet wurden, das sich mindestens zwölf Seemeilen vor der Küste befand. Beide Raketen stürzten vor dem Erreichen des Zerstörers ins Meer. Ein weiterer Angriff fand am 12. Oktober statt, die US-Marine setzte am gleichen Tag Tomahawk-Marschflugkörper vom Zerstörer Nitze aus gegen drei Radarstationen an der jemenitischen Küste ein, von denen man vermutete, sie hätten die Feuerleitdaten für die vorherigen Angriffe auf die USS Mason geliefert.

#### Rotes Meer und Golf von Aden 2023/2024
Am 28. November 2023 kam die USS Mason im Golf von Aden dem Tankschiff Central Park zu Hilfe und setzte fünf Personen fest, die in den Jemen zu fliehen versuchten. In zeitlichem, aber nach Auskunft des US-Verteidigungsministeriums nicht ursächlichem Zusammenhang damit traf mindestens eine taktische ballistische Rakete, der aus von der Huthi-Miliz kontrolliertem Gebiet des Jemen aus gestartet worden sein soll, in rund 10 Seemeilen Entfernung von USS Mason das Wasser.
Am 11. Dezember 2023 kam die USS Mason im Roten Meer nördlich des Bab al-Mandab dem unter norwegischer Flagge fahrenden Tankschiff Strinda zur Hilfe, das von einem Marschflugkörper gegen Seeziele getroffen worden war. An Bord des Tankers, dessen Ladung aus Vorprodukten für die Herstellung von Biokraftstoff bestanden haben soll, brach ein Feuer aus. Auch die französische Fregatte Languedoc der Baureihe FREMM der Marine Nationale half der Strinda, begleitete sie weiter nordwärts durch das Rote Meer und schoss im Verlauf zwei anfliegende unbemannte Luftfahrzeuge mithilfe von Aster-15-Flugkörpern ab. Dies war sowohl das erste Flugabwehrgefecht einer FREMM-Fregatte als auch der erste Einsatz von Aster 15 gegen feindliche Luftziele.
Am 13. Dezember 2023 kam die USS Mason dem im südlichen Roten Meer unter Flagge der Marshallinseln fahrenden Tankschiff Ardmore Encounter zu Hilfe, das Huthi-Kämpfer von kleinen Booten aus zu entern versuchten. Als der Enterversuch fehlschlug, wurden aus von Huthi kontrolliertem Gebiet des Jemen zwei Flugkörper gegen Ardmore Encounter abgefeuert, die ihr Ziel nicht fanden. Auf der Anfahrt zur Ardmore Encounter bekämpfte USS Mason zur Selbstverteidigung ein unbemanntes Luftfahrzeug. Am 14. und 15. Dezember 2023 gab es mehrere Angriffe der Huthi gegen Handelsschiffe am Bab al-Mandab. USS Mason leistete dem getroffenen Containerfrachter MSC Palatium III Unterstützung.
Am 18. Dezember 2023 begann zum Schutz der Handelsschiffe in der Region die Operation Prosperity Guardian. USS Mason wehrte am 28. Dezember eine Drohne und eine ballistische Rakete ab. Am 24. Februar 2024 fing USS Mason eine ballistische Rakete ab, die möglicherweise auf das unter US-Flagge im Golf von Aden fahrende Tankschiff Torm Thor gezielt hatte.

## Technik
USS Mason ist ein Schiff der Variante Flight IIA der Arleigh-Burke-Klasse und war das dritte Schiff, das mit der Systemversion Baseline 6 Phase III des Aegis-Kampfsystems abgeliefert wurde. Aegis Baseline 6 integrierte für die Abwehr anfliegender Flugkörper auf kürzeste, kurze und mittlere Distanz die Flugabwehrrakete RIM-162 Evolved Sea Sparrow Missile (ESSM), die aus dem Vertical Launching System abgefeuert wird. Es integrierte überdies für die Abwehr taktischer ballistischer Raketen (englisch Tactical Ballistic Missile Defense) den Flugkörper RIM-156A Standard SM-2ER Block IV.
Nachdem anfangs bei den Einheiten ab der McCampbell (Block IV) kein automatisches Nahbereichsverteidigungssystem vorgesehen war, wurde 2007 hinter dem achteren Schornsteinaufbau ein einzelnes Phalanx-Mk 15 in der Version „Block 1B Phalanx Surface Mode“ nachgerüstet.